# Buğdaylı, Karahallı
Buğdaylı là một xã thuộc huyện Karahallı, tỉnh Uşak, Thổ Nhĩ Kỳ. Dân số thời điểm năm 2010 là 705 người.